# Djiboutis damlandslag i fotboll
Djiboutis damlandslag i fotboll representerar Djibouti i fotboll på damsidan. Dess förbund är Fédération Djiboutienne de Football.